# Mata Naranjo, Paso del Macho
Mata Naranjo är en ort i Mexiko.   Den ligger i kommunen Paso del Macho och delstaten Veracruz, i den sydöstra delen av landet, 250 km öster om huvudstaden Mexico City. Mata Naranjo ligger 587 meter över havet och antalet invånare är 511.
Terrängen runt Mata Naranjo är kuperad västerut, men österut är den platt. Terrängen runt Mata Naranjo sluttar österut. Runt Mata Naranjo är det ganska tätbefolkat, med 155 invånare per kvadratkilometer. Närmaste större samhälle är Paso del Macho, 5,6 km sydost om Mata Naranjo. Trakten runt Mata Naranjo består till största delen av jordbruksmark.